# Travisiidae
Travisiidae zijn een familie van borstelwormen (Polychaeta).

## Geslachten
- Travisia Johnston, 1840